# Christine Poulin
Pour les articles homonymes, voir Poulin.
Pour les articles homonymes, voir Lefebvre.
Christine Poulin, née à Charleroi le 2 juillet 1962  est une femme politique belge, membre du Parti socialiste.
Elle est graduée en secrétariat; Collaboratrice du Député Maurice Bayenet.

## Carrière politique
- Conseillère communale à Walcourt (2001-)
  - Echevine de décembre 2006 à février 2010
  - Bourgmestre  depuis février 2010
- Députée wallonne:
  - depuis le 25 mai 2014
- Députée de la Communauté française:
  - depuis 2014